# Adrian Kowalówka
Adrian Kowalówka (ur. 7 grudnia 1983 w Oświęcimiu) – polski hokeista, reprezentant Polski.
Brat Sebastiana (ur. 1986) i Roberta (ur. 1993). Wszyscy trzej to wychowankowie Unii Oświęcim; do 2015 wszyscy trzej byli zawodnikami Cracovii. Ich ojciec Ryszard Kowalówka został działaczem hokejowym w Unii Oświęcim.

## Kariera
- Zagłębie Sosnowiec (2002-2003)
- Orlik Opole (2003-2004)
- Unia Oświęcim (2004-2005)
- Zagłębie Sosnowiec (2005-2006)
- Unia Oświęcim (2006-2007)
- Naprzód Janów (2007-2009)
- Unia Oświęcim (2009-2011)
- Cracovia (2011-2015)
- Zagłębie Sosnowiec (2015)
- Naprzód Janów (2015-2016)
- Polonia Bytom (2016)
- Zagłębie Sosnowiec (2016-2017)
- GKS Katowice (2017)
- Unia Oświęcim (2017-2019)

Absolwent NLO SMS PZHL Sosnowiec z 2002. Od lipca do listopada 2015 ponownie zawodnik Zagłębia. Od listopada 2015 zawodnik Naprzodu Janów. Od maja do października 2016 zawodnik Polonii Bytom. Od listopada 2016 ponownie zawodnik Zagłębia. W sierpniu 2017 był zawodnikiem Tauron GKS Katowice. Później występował w barwach Unii Oświęcim, a po sezonie 2018/2019 zakończył karierę.
W trakcie kariery zawodniczej zyskał przydomek Kowal.

## Sukcesy
Klubowe
- Srebrny medal mistrzostw Polski: 2005 z Unią Oświęcim i 2012 z Cracovią
- Brązowy medal mistrzostw Polski: 2011 z Unią
- Złoty medal mistrzostw Polski: 2013 z Cracovią
- Puchar Polski: 2013 z Cracovią
- Superpuchar Polski: 2014 z Cracovią

Indywidualne
- Puchar Polski w hokeju na lodzie (2013/2014): najlepszy obrońca turnieju finałowego